# Cedar Breaks nationalmonument

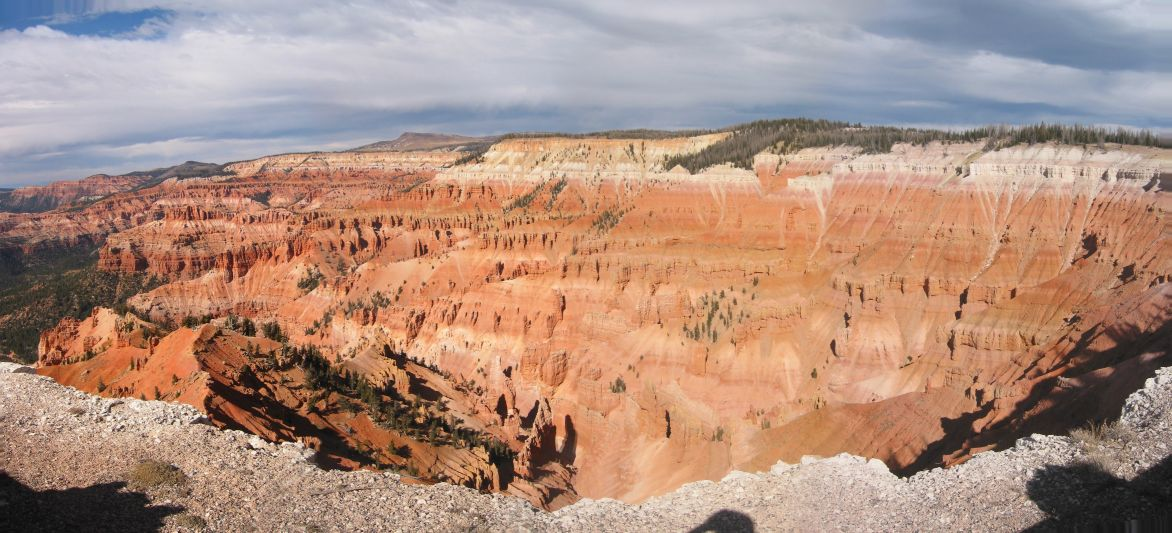
Cedar Breaks nationalmonument

Cedar Breaks nationalmonument ligger i delstaten Utah i USA. Monumentet ligger uppe på Coloradoplatån och är en 600 meter djup och 5 km lång svacka, formad likt en amfiteater.